# Djidah Thiaroye Kao
Djidah Thiaroye Kao ist ein Stadtbezirk der Großstadt Ville de Pikine in der Metropolregion Dakar, gelegen im zentralen Westen Senegals. Die Stadtbezirke von Pikine haben jeweils den Status einer Gemeinde (commune).

## Geografie
Djidah Thiaroye Kao liegt lang, schmal und unregelmäßig umgrenzt im nördlichen Zentrum des Flaschenhalses der Cap-Vert-Halbinsel zwischen der Nachbarstadt Guédiawaye im Norden und der Route des Niayes im Südwesten sowie der Route de Malika im Südosten.
Der Stadtbezirk, dessen West-Ost-Ausdehnung rund 3100 Meter beträgt, hat eine Fläche von 1,886 km². Der Stadtbezirk ist mit Ausnahme einer länglichen fünf Hektar großen wasserführenden Senke im Zentrum, die ihn quasi in zwei Hälften teilt, vollständig bebaut und außerordentlich dicht besiedelt. Begrenzt wird er im Südwesten von den Bezirken Pikine Nord und Pikine Est, im Südosten von Thiaroye Gare, im Osten von Yeumbeul Sud und im Norden von den Bezirken Sam Notaire und Médina Gounass der Nachbarstadt Guédiawaye, wobei Djidah Thiaroye Kao den letztgenannten nach Süden vorspringenden Bezirk Médina Gounass von drei Seiten umschließt.
Mit Ausnahme des Stadtviertels ganz im Westen entstand der größte Teil von Djidah Thiaroye Kao schon vor 1966 als Pikine irregulier, als eine planlose Erweiterung der städtebaulich geplanten Trabantenstadt Pikine nach Osten hin. Erkennbar ist die Planlosigkeit daran, dass das regelmäßige schachbrettartige Muster des Straßennetzes von Alt-Pikine unregelmäßig wird. Bebaut wurden seinerzeit auch Senken im Osten des Stadtbezirks, die nach Ende der Dürreperiode ab 2005 durch steigendes Grundwasser und Überschwemmungen unbewohnbar wurden. Die Satellitenperspektive zeigt nach Stand von 2019 teilweise von Grün überwucherte Häuserruinen. Die erkennbar unbewohnbar gewordenen Flächen haben eine Größenordnung von rund zehn Hektar.

## Bevölkerung
Die letzten Volkszählungen ergaben für den Stadtbezirk jeweils folgende Einwohnerzahlen:
| Jahr | Einwohner |
| ---- | --------- |
| 1988 | …         |
| 2002 | 90.586    |
| 2013 | 96.952    |
| 2023 | 100.128   |

## Verkehr
Die Route des Niayes verbindet den Stadtbezirk südlich von Thiaroye Gare mit der 1200 Meter entfernten Anschlussstelle 7 der Autoroute 1 und von dort in Westrichtung mit der Hauptstadt Dakar und in Ostrichtung mit dem neuen Flughafen Dakar-Blaise Diagne. Der Bahnhof Gare de Thiaroye der Bahnstrecke Dakar–Niger liegt im Südosten nur 200 Meter außerhalb der Grenze des Stadtbezirks.